# دبيق شبه مركب
الدبيق  شبه المركب (باللاتينية: Bupleurum semicompositum) نوع نباتي ينتمي إلى جنس الدبيق من الفصيلة الخيمية.

## الموئل والانتشار
موطن هذا النوع بلاد الشام والمغرب العربي والقوقاز ومعظم مناطق حوض البحر الأبيض المتوسط.

## مرادفات للاسم العلمي
- (باللاتينية: Bunium semicompositum (L.) Dum.Cours.)
- (باللاتينية: Bupleurum glaucum Robill. & Castagne ex DC.)
- (باللاتينية: Bupleurum glaucum f. maritimum Sennen)
- (باللاتينية: Bupleurum semicompositum Sm. [Illegitimate])
- (باللاتينية: Bupleurum semicompositum var. glaucum (Robill. & Castagne ex DC.) Paol.)
- (باللاتينية: Bupleurum semicompositum subsp. glaucum (Robill. & Castagne ex DC.) Rouy & E.G.Camus)
- (باللاتينية: Bupleurum semicompositum var. glaucum (Robill. & Castagne ex DC.) H.Wolff)
- (باللاتينية: Bupleurum semicompositum f. microcarpum H.Wolff)
- (باللاتينية: Bupleurum semicompositum f. platyphyllum H.Wolff)
- (باللاتينية: Bupleurum semicompositum subsp. pseudodontites Rouy & E.G.Camus)
- (باللاتينية: Bupleurum semicompositum var. pseudodontites (Rouy & E.G.Camus) H.Wolff)
- (باللاتينية: Bupleurum semicompositum f. todaroanum H.Wolff)